# Rahad
Der Rahad (arabisch نهر الرهد Nahr ar-Rahd, im Oberlauf auch Scinfa) ist ein saisonaler Nebenfluss des Blauen Nils in Äthiopien und dem Sudan.

## Verlauf
Der Fluss entspringt im äthiopischen Hochland wenige Kilometer westlich des Tanasees. Er fließt in westlicher Richtung. Der Fluss bildet auf einer Länge von etwa 10 km die Grenze zum Sudan. Im Sudan begrenzt er den Norden des Dinder-Nationalparks. Nach der Grenze beschreibt er einen großen Bogen und ändert seinen Kurs auf Nordwest. Der Rahad mündet bei Abu Haraz in der Steppenregion Butana in den Blauen Nil, etwa 150 km bevor dieser Khartum erreicht.

## Hydrometrie
Die Durchflussmenge des Flusses wurde 102 Jahre lang (1900–2002) am Pegel Hawata, direkt an der Mündung, in m³/s gemessen.